# Carolina Ernestina d'Erbach-Schönberg
Carolina Ernestina d'Erbach-Schönberg (en alemany Caroline Ernestine zu Erbach-Schönberg) va néixer a Gedern, el 20 d'agost de 1727, i va morir a Ebersdorf el 22 d'abril de 1796. Era filla del comte Jordi August i de Ferrandina Enriqueta de Stolberg-Gedern. Essent comtessa de la Casa d'Erbach, va esdevenir després comtessa Reuss-Ebersdorf.

## Matrimoni i fills
El 28 de juny de 1753, es va casar a la ciutat de Thurnau amb el comte Enric XXIV de Reuss-Ebersdorf (1724-1779), fill dels comtes Enric XXIX (1699-1747) i Sofia Teodora de Castell-Remlingen (1703-1777). El matrimoni va tenir set fills:
- Enric XLVI. (1755-1757)
- Augusta (1757-1831), casada amb el duc Francesc I de Saxònia-Coburg-Saalfeld.
- Lluïsa (1759-1840), casada amb el príncep Enric XLIII de Reuss-Köstritz.
- Enric (1761-1822), casat amb la comtessa Lluïsa de Hoym.
- Ernestina Ferranda (1762-1763)
- Enric LIII. (1765-1770)
- Enriqueta (1767-1801), casada amb el príncep Emili Carles de Leiningen (1763-1814).